# Полачек, Ришар
Ришар Полачек (фр. Richard Polaczek; род. 17 июня 1965) — бельгийский шахматист, международный мастер (1989), гроссмейстер ИКЧФ (1994).
В составе сборной Бельгии участник 3-х Олимпиад (1992, 2008—2010) и 2-х командных чемпионатов Европы (2007—2009).

## Изменения рейтинга
| Графики недоступны из-за технических проблем. См. информацию на Фабрикаторе и на mediawiki.org. |